# Ендрю Лібано
Ендрю Лібано (англ. Andrew Libano, 19 січня 1903 — 22 червня 1935) — американський яхтсмен.
Олімпійський чемпіон 1932 року в класі Зоряний.